# Stazione di Rotterdam Alexander
Rotterdam Alexander, è una stazione ferroviaria di scambio nella città di Rotterdam, Paesi Bassi. È una stazione passante di superficie a 4 binari su due livelli, di cui due al livello superiore sulla linea ferroviaria Utrecht-Rotterdam e due al livello inferiore sulle linee A e B della metropolitana di Rotterdam. La stazione fu aperta nel 1968 come stazione ferroviaria e ampliata nel 1983 come stazione della metropolitana.